# Сустдейк
Сустдейк (нід. Soestdijk, нід. вимова: [suzˈdɛik]) — селище в нідерландській провінції Утрехт. Входить до муніципалітету Суст.
Його площа становить 1,84 км², а населення станом на 2021 рік складало 4 830 осіб.
Перша згадка про населений пункт датується 1394 роком.

## Галерея

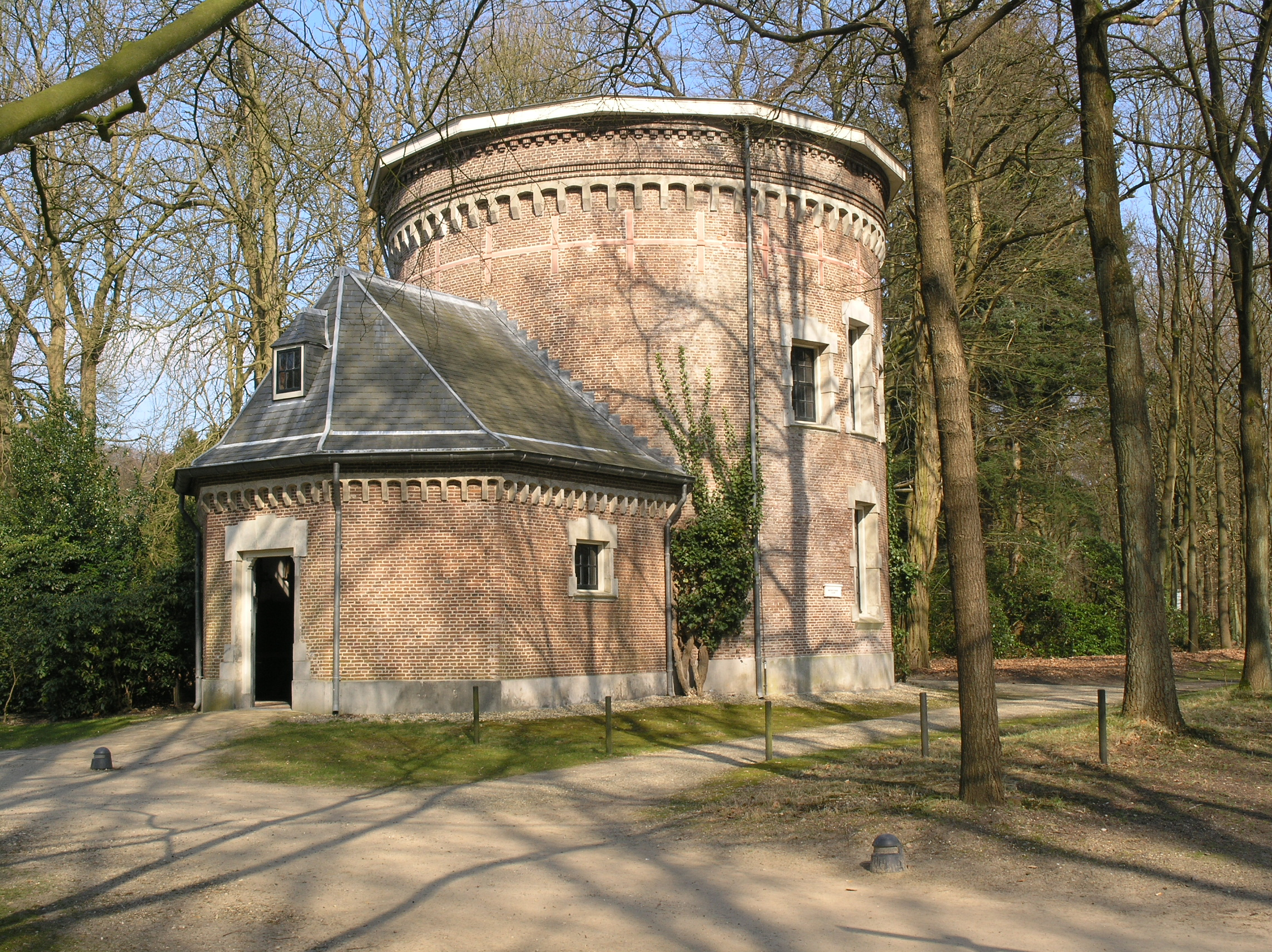
Водонапірна башта
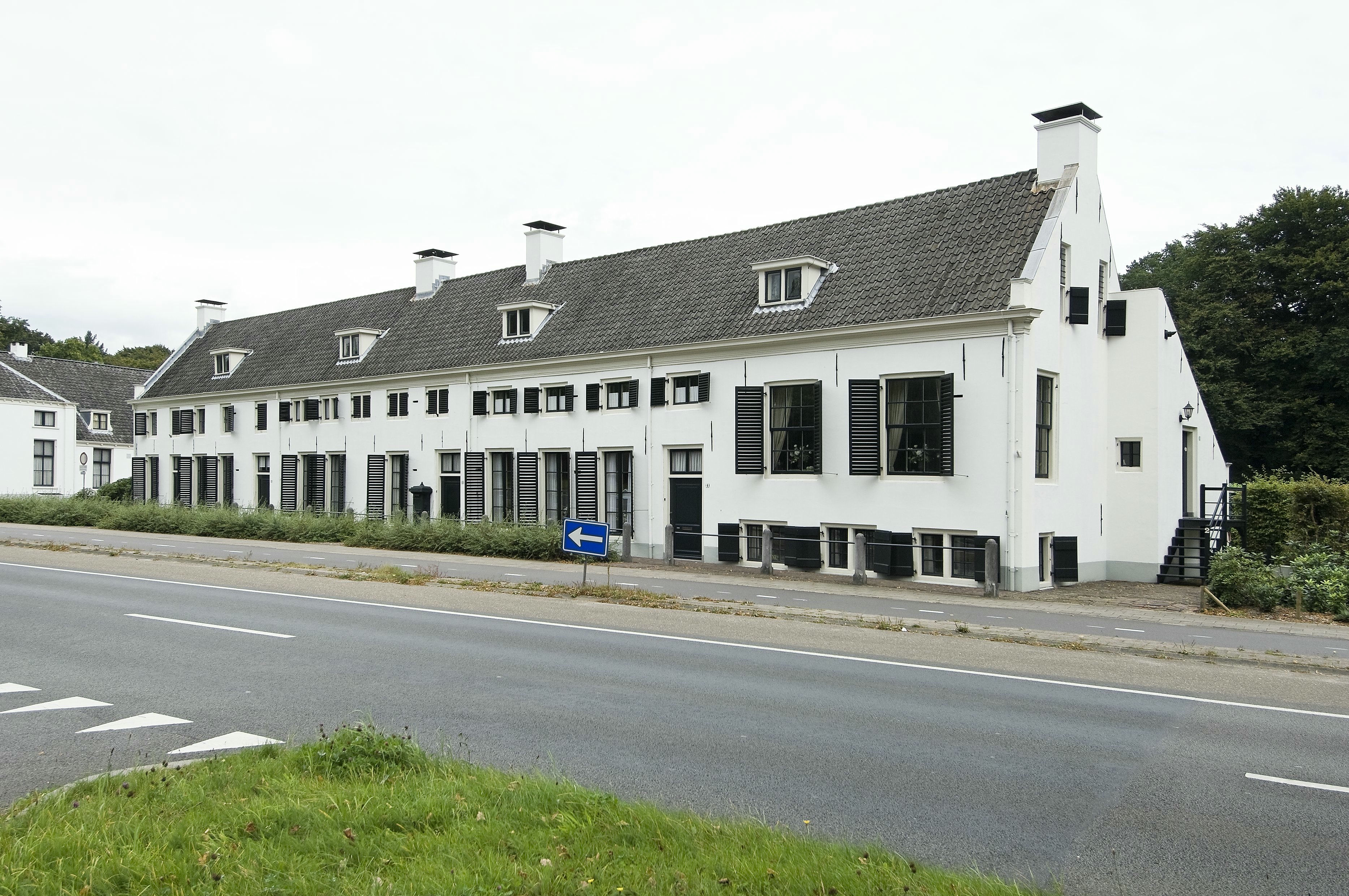
Робітничі житлові будинки
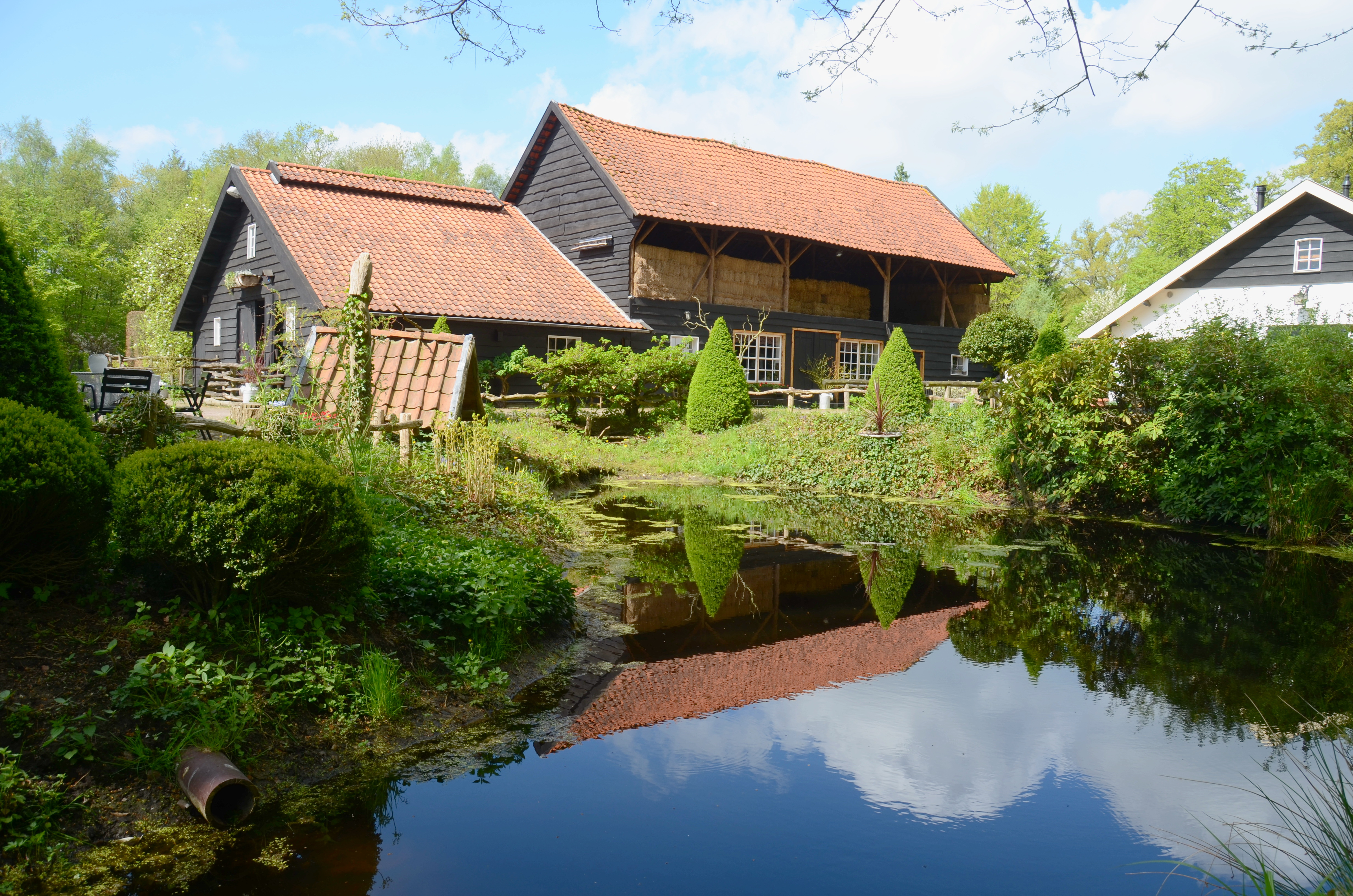
Кінноспортивна база
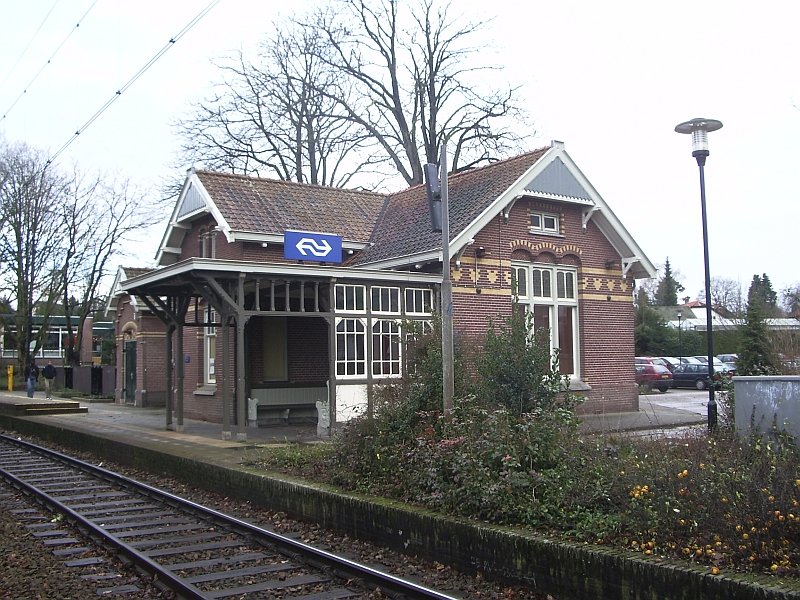
Залізнична станція